# Ludwików (powiat białobrzeski)
Ludwików – wieś w Polsce położona w województwie mazowieckim, w powiecie białobrzeskim, w gminie Radzanów.
W latach 1975–1998 miejscowość administracyjnie należała do województwa radomskiego.
Wierni Kościoła rzymskokatolickiego należą do Parafii św. Marcina z Tours w Radzanowie. 